# D44a (hunebed)
Hunebed D44a is een verdwenen hunebed, het lag nabij D44 in Emmen.  
Het werd beschreven in 1660 door Johan Picardt, maar hij herkende er geen hunebed in. Caspar Reuvens beschreef het in 1833. 
In 1847 schreef historicus L.J.F. Janssen over het hunebed. Hij vond nog twee stenen, waarvan één boorgaten bevatte. De keldervloer was 5,5 bij ca. 2 meter groot. Hij vond scherven van aardewerk uit de trechterbekercultuur.